# Roberto Juan Martínez
Roberto Juan Martínez (Mendoza, 25 settembre 1946) è un ex calciatore argentino naturalizzato spagnolo, di ruolo attaccante.

## Palmarès

### Club

#### Competizioni nazionali
- Campionato spagnolo: 5

Real Madrid: 1974-1975, 1975-1976, 1977-1978, 1978-1979, 1979-1980
- Coppa di Spagna: 3

Real Madrid: 1973-1974, 1974-1975, 1979-1980